# Centropogon curvatus
Centropogon curvatus är en klockväxtart som beskrevs av Henry Allan Gleason. Centropogon curvatus ingår i släktet Centropogon och familjen klockväxter. Inga underarter finns listade i Catalogue of Life.